# Cantón Yacuambi
El  cantón Yacuambi es un cantón en la provincia de Zamora Chinchipe, Ecuador. El origen de su nombre lo debe a la presencia del río Yacuambi, el cual lo atraviesa de norte a sur. Tiene una población estimada, a mediados de 2020, de 7,120 habitantes.
Yacuambi es conocido por ser el cantón más septentrional de la provincia y por ser el principal asentamiento humano de la etnia Saraguros en Zamora Chinchipe. Se encuentra rodeado por los cantones Zamora y Yantzaza; y limita con las provincias de Loja, Azuay y Morona Santiago.

## Historia
La actual cabecera cantonal se empezó a formar en junio de 1936 en la orilla izquierda del río de su mismo nombre, y fue levantada sobre las ruinas de un primer asentamiento que había sido fundado en 1540 por orden de Pedro de Mercadillo.
A partir del 1 de enero de 1941, 28 de mayo fue parroquia rural del cantón Saraguro, perteneciente a la antigua provincia de Santiago Zamora; luego de la Revolución del 28 de mayo de 1944 el Congreso Nacional le cambió el nombre, la llamó con el nombre actual y la integró al cantón Zamora.

## Información general
Toda la actividad humana se realiza en el valle regado por el río Yacuambi, el cual posee una belleza escénica que radica en las cordilleras delimitantes con sus bosques nativos no alterados, algunos en proyecto de ser protegidos por su endemismo y biodiversidad únicos en el mundo.
Yacuambi es conocido por ser el cantón más septentrional de la provincia y por ser el principal asentamiento humano de la etnia saraguro en Zamora Chinchipe. Se encuentra rodeado por los cantones Zamora y Yantzaza; y limita con las provincias de Loja, Azuay y Morona Santiago.
Sus primeros habitantes fueron de nacionalidad Shuar, encabezados por el Cacique Mariano Taisha y siendo sus principales actividades la caza y la pesca y en menor escala las actividades agrícolas para el autoconsumo como la yuca y el plátano.
Por los años 1800 por los conflictos de guerra por la independencia se da el primer asentamiento de los Saraguros en el sitio que ellos denominaron canelos, actualmente conocido como San Antonio del Calvario, para lo cual deciden comprar la hacienda en este sector a un señor de la ciudad de Loja por el valor de 5000 soles peruanos de circuito legal.
Con la llegada de los misioneros franciscanos   se difundió su actividad religiosa y entre Shuar y Saraguros se han protagonizado una serie de enfrentamientos por la posesión de las tierras en este sector. Posteriormente se organiza la primera junta parroquial  con el nombre de San José de Yacuambi, perteneciente al Cantón Saraguro de la provincia de Loja, específicamente el 12 de septiembre de 1936; situación esta que determina instalarse como una zona agrícola, minera y ganadera a la vez. Mediante decreto legislativo del 8 de enero de 1953 y sancionado por el Ejecutivo el 28 de octubre del mismo año, se crea el Cantón Yacuambi, el mismo que es publicado en el Registro Oficial  N.º 360 del 10 de noviembre de 1953.
Las principales actividades productivas de la zona son la actividad pecuaria y la agrícola. Debe destacarse que dentro de la actividad pecuaria se encuentra la cría de ganado vacuno de doble propósito; es decir, de leche y de carne, además es complementada con la cría de animales menores como  son los cerdos, cuyes, aves de corral, entre otros. De la misma forma cuentan con una serie de organizaciones sociales representativas en el sector: el municipio cantonal, administrado por Manuel Gonzáles, de origen Saraguro en el sector; la fundación Ecológica Yacuambi, fundación Ñucata Yacuambi y lo que es más, el Proyecto de Desarrollo Rural Integral Saraguro-Yacuambi del Ministerio de Bienestar Social que abarca este sector de Loja y Zamora, en particular. Este DRI centra sus actividades en el sector agrícola, el caso de la legalización de la tierra, la construcción de la carretera Yacuambi-Saraguro, la parte sociorganizativa y el tema agropecuario de la región, en lo fundamental.

## División política
El cantón está dividido políticamente en tres parroquias, una parroquia urbana y dos rurales que son:
La parroquia urbana es:
- 28 de mayo (cabecera cantonal)

Las parroquias rurales son:
- La Paz
- Tutupali

La actividad económica principal de los habitantes del cantón Yacuambi, es la ganadería, la minería y la agricultura.
En la parroquia La Paz, existen tres etnias: la Shuar con un 75%, la mestiza o colona con un 15% y la Quichua Saraguros con un 10%. 
En la parroquia 28 de mayo, existen tres etnias: la Shuar con un 0.01%, la mestiza o colona con un 15% y con predominio la Quichua Saraguros.
En la parroquia Tutupali, existen tres etnias: la Shuar con un 0.001%, la mestiza o colona con un 25% y la Quichua Saraguros que predomina.

## Parroquias

### 28 de mayo
Actividad económica.- Son habitantes dedicados a la agricultura. 
Estratos Sociales.- Se caracterizan como finqueros  de mediano y bajo valor económico.
Grupos Étnicos.- criollos, saraguros y shuar.
Estructura de Poder.- Están administrados por un gobierno de régimen parroquial, son católicos y protestantes y más, mantienen la organización en los barrios, las cooperativas  agropecuarias y otras  de similar característica tipo escuelas, directorio de aguas, padres de familia y organismos parroquiales.
Actores Sociales.- Están representados en cooperativas, iglesias, catequistas y organismos asociados y federados de la parroquia rural. 
Tipo de Asentamiento.- Cabecera parroquial integrado por indígenas colonos.
Acceso.- Terrestre.
Transporte.- Público y privado.
Estado de la Vía.- Regular.
Infraestructura de Salud.- Índice de desarrollo en salud 42.19. 
Infraestructura de Vivienda y Servicios Básicos.- Habitaciones construidas con techos de zinc, teja, paja y paredes de ladrillo y adobe. Índice de desarrollo en vivienda 43.69, luz eléctrica 25.98, alcantarillado 11.93, agua potable 8.30, recolección de basura 8.30 y eliminación de excretas 67.3.
Infraestructura de Educación.- Años de escolaridad 3.31, analfabetismo 28.33 e Índice de desarrollo educativo 40.63.
Infraestructura de Comercio, Finanzas y Seguridad Pública.- Las actividades comerciales en las tiendas, mercados, bares y cantinas  son eminentemente de carácter informal, las finanzas proceden de prestamistas particulares y la seguridad pública lo administra la tenencia política.
Tenencia de la Tierra.- Los predios rurales están en proceso de escriturarlos. Debido a que los territorios de los nativos son ocupadas por los colonos del resto del país.
Uso del Suelo.-  Los sistemas productivos ganadero y agrícolas son de mediana rentabilidad.
Área Protegida.- Bosque Protector San Ramón.

### La Paz
Actividad económica.- Son habitantes dedicados a la agricultura. 
Estratos Sociales.- Se caracterizan como finqueros  de mediano y bajo valor económico.
Grupos Étnicos.- Colonos y nativos, principalmente shuar.
Estructura de Poder.- Están administrados por un gobierno de régimen parroquial, son católicos y más, mantienen la organización en los barrios, las cooperativas  agropecuarias y otras  de similar característica tipo escuelas, directorio de aguas, padres de familia y organismos parroquiales.
Actores Sociales.- Están representados en cooperativas, iglesias, catequistas y organismos asociados y federados de la parroquia rural. 
Tipo de Asentamiento.- Cabecera parroquial integrado por colonos.
Acceso.- Terrestre.
Transporte.- Público y privado.
Estado de la Vía.- Regular.
Infraestructura de Salud.- Índice de desarrollo en salud 40.07. 
Infraestructura de Vivienda y Servicios Básicos.- Habitaciones construidas con techos de zinc, teja, paja y paredes de ladrillo y adobe. Índice de desarrollo en vivienda 44.59, luz eléctrica 49.74, alcantarillado 7.11, agua potable 5.64, recolección de basura 6.15 y eliminación de excretas 22.6.
Infraestructura de Comercio, Finanzas y Seguridad Pública.- Las actividades comerciales en las tiendas, mercados, bares y cantinas  son eminentemente de carácter informal, las finanzas proceden de prestamistas particulares y la pública lo administra la tenencia política.
Tenencia de la Tierra.- Los predios rurales están en proceso de escriturarlos.
Uso del Suelo.-  Los sistemas productivos ganadero y agrícolas son de mediana rentabilidad.
Área Protegida.- Bosque Protector San Ramón.

### Tutupali
Actividad económica.-  La agricultura. 
Estratos Sociales.- Se caracterizan como finqueros de mediano valor económico y por los nativos desplazados que viven en el umbral de la pobreza.
Estructura de Poder.- Están administrados por un gobierno de régimen parroquial, son católicos y más, mantienen la organización en los barrios, las cooperativas  agropecuarias y otras  de similar característica tipo escuelas, directorio de aguas, padres de familia y organismos parroquiales.
Actores Sociales.- Están representados en cooperativas, iglesias, catequistas y organismos asociados y federados de la parroquia rural. 
Tipo de Asentamiento.- Cabecera parroquial integrado por colonos.
Acceso.- Terrestre.
Transporte.- Público y privado.
Estado de la Vía.- Regular.
Infraestructura de Salud.- Índice de desarrollo en salud 39.27. 
Infraestructura de Vivienda y Servicios Básicos.- Habitaciones construidas con techos de zinc, teja, paja y paredes de ladrillo y adobe. Índice de desarrollo en vivienda 39.23, luz eléctrica 0.73, alcantarillado 0.00, agua potable 1.46, recolección de basura 0.73 y eliminación de excretas 0.00.
Infraestructura de Comercio, Finanzas y Seguridad Pública.- Las actividades comerciales en las tiendas, mercados, bares y cantinas  son eminentemente de carácter informal, las finanzas proceden de prestamistas particulares y la seguridad pública lo administra la tenencia política.
Tenencia de la Tierra.- Los predios rurales están escriturados.
Uso del Suelo.-  Los sistemas productivos ganadero y agrícolas son de mediana rentabilidad.
Área Protegida.- Bosque Protector San Ramón.

## Festividades
Su aniversario de cantonización lo celebra el 8 de enero; y el 19 de marzo fiesta en honor a San José, Patrono del Cantón.
Comidas y bebidas populares: Comidas: Estofado de cuy con papas, mote con queso y el cuy hornado con ají.
Bebidas: La exquisita begonia, cuyas flores luego de hervidas dan el característico color rojo y el peculiar aroma y la chicha de jora (Maíz fermentado).
Servicios: En este Cantón existen dos hoteles: El Torres y Jakeline, modestos pero funcionales. Cuenta con servicio de transporte terrestre y servicio telefónico.
Diversidad poblacional: Lo es amplia y segregada, en la que Shuaras, Saraguros y Colonos conviven influenciados por su etnia, siendo los primeros discriminados.
Centros Recreacionales: El estadio de la ciudad con material de toscón, el balneario natural del río Yacuambi (1 km del cantón).

## Lugares turísticos
El valle de Yacuambi, presenta una característica particular con gran colorido natural que radica en su belleza escénica, en sus cordilleras delimitantes (con bosques nativos no alterados). El río que baña el valle cuenta con paisajes edénicos y es apto para la navegación y el rafting y tiene lugares que pueden ser utilizados como balnearios naturales. En la parte alta del valle se asienta la ciudad capital, 28 de mayo, distante a 69 km de la ciudad de Zamora. Está compuesta por una mayoría étnica de nacionalidad shuar con sus costumbres y tradiciones propias, aunque en la actualidad su estilo de vida ha tenido influencias de la occidentalización.
El sendero Yacuambi Tutupali comprende un recorrido de varias horas que permite admirar una gran cantidad de aves en un contexto natural que colinda con potreros y huertos que tienen cierta diferencia en relación con el grupo étnico que los cultiva. Desde la margen derecha del río Tutupali se puede observar restos arqueológicos ubicados en la margen opuesta. El sendero permite acceder a la cascada Santa Cleotilde que está formada por varios saltos de agua, el último de 150 m, que cae formando estelas sobre una poza o laguna circular. El vapor que genera la cascada produce un espectáculo especial y el sonido de ésta se escucha a varios kilómetros a la redonda dependiendo del sentido y velocidad del viento.
El sendero Tutupali Shingata es un sendero para los amantes de la aventura que les permite admirar paisajes edénicos aptos para la fotografía y para conocer la zona de mayor diversidad biológica del mundo. En él encontramos una variedad climática única. En el camino de los antiguos mineros y/o colonos, de las cascadas, del cuarzo, de la neblina; en general, de la aventura. Por él se puede llegar y observar como el río Yacuchingari, de gran caudal, entra en un túnel natural, para luego de un amplio recorrido asomar convertido en una cascada de más de 50 m, de altura, llamada del Yacuchingari (en español: «agua que se pierde»).